# Conus sowerbyi
Conus sowerbyi é uma espécie de gastrópode do gênero Conus, pertencente a família Conidae.